# 越武道

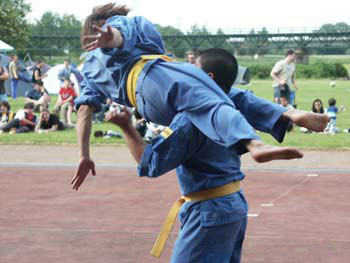
高難度足技空中剪腿攻擊

越武道（Việt Võ Đạo），發源於越南的防身武術運動。原文Vovinam，意即越南（Việt）的武術（Võ）；是1938年由阮祿（Nguyễn Lộc）提出的一套武術系統理論。1966年才由黎桑定名為「武越南越武道」（Vovinam - Việt Võ Đạo），中文直接稱「越武道」為全名。在華人地區，大多數人也將「越武道」視為在越南的各類傳統武術或新式武術。

## 風格

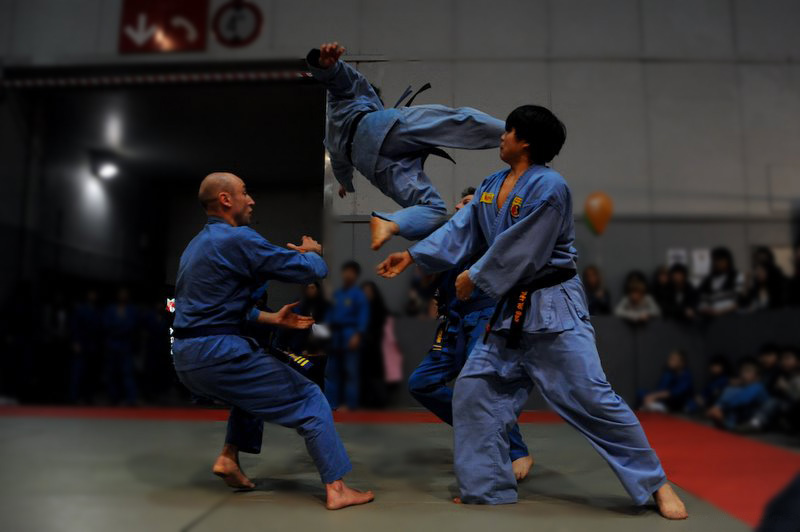
多人防身術對打應用

於1940年代由阮祿所統整自己所學的各式東南亞和中國武術，希望透過武術，喚起年青人的愛國精神。越武道技術相對於其他拳種門派，富有更自由開放的攻擊技巧。越武道的經典招式是雙腿躍起利用雙腿夾擊對手的頸部，瞬間把對手擊倒。不只在東南亞形成國民運動，精細完整的教學系統流傳於世界各地。
在歐美流行也各自融合當地武術發展出不同面貌武術，在法國衍伸較出名的有法國踢腿術（Savate）和越太極（Viet Tai Chi），其皆為越武道的分支。越武道的招牌動作中文稱為龍珍「ĐÒN CHÂN TẤN CÔNG」，龍珍共21種

## 標誌

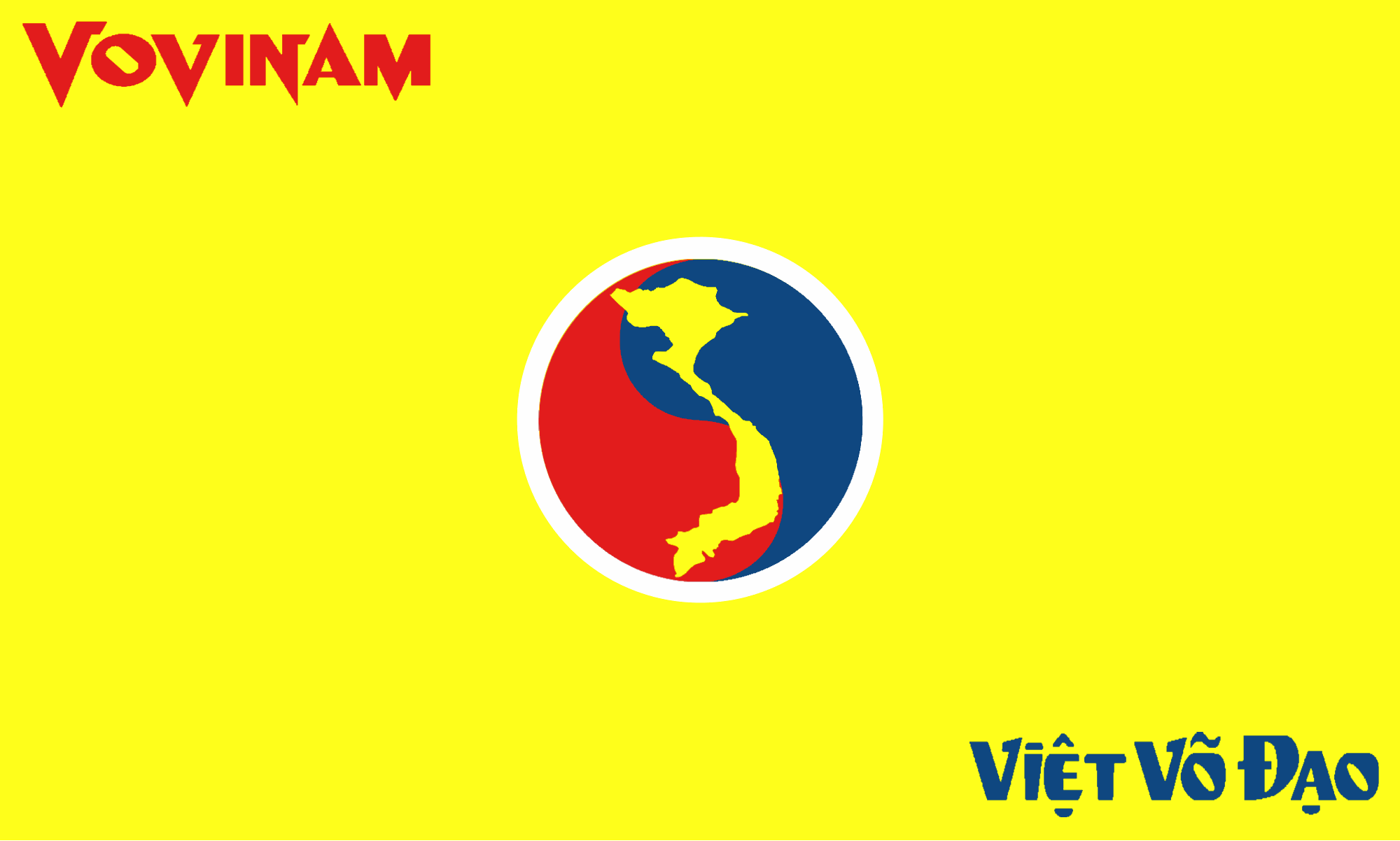
越武道旗帜

越武道黃色標識的形式是來自一個四方形和一個圓，棱角分明的頂部，圓形底部組成。這種形式象徵著剛柔並濟，真理，善，美麗的。
這標誌藍色的外框代表海洋。紅色文字的“VOVINAM”寫在海洋藍的“Việt Võ Đạo”上面。它指示著透過“Việt Võ Đạo”來達成學習越南武術“VOVINAM”的目標。在下面的兩個極點陰（紅色）和陽（海藍）。
在兩極中間可以找到黃色的越南地圖。陰陽圖符號被厚厚的白色圓形所框著，象徵著「道」“Đạo”的存在，在圓圈下調合了陰陽之間，這樣的陰陽兩極在所有的人的生活之中。

## 世界性越武道組織

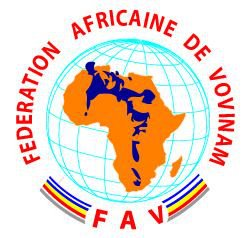
非洲越武道聯盟標誌

### 洲際越武道聯盟
洲際越武道聯盟IVVDF，Intercontinental Vovinam Federation於1973年越南成立。由於越南曾被法國统冶，兩國交流密切，因此法國越武道學習人數眾多，對歐洲的越武道發展影響地位深遠。除之外，在英國、比利時、西班牙、意大利等南歐國家也有為數眾多的越武道道館。

### 世界越武道聯盟
2009年7月27日，洲際越武道聯盟於越南胡志明市的會議決定改組，並更改名稱為世界越武道聯盟『World Vovinam Federation - WVVF』。並且對於道服、裁判服裝、段位制度、學習系統做了更詳細的制定。

### 亞洲越武道聯盟
2008年亞洲越武道聯盟FAV，Asia Vovinam Federation於伊朗德黑蘭與十一個亞洲國家組織成立，並選出主席Mohammad Nouhi(伊朗籍)。

### 東南亞越武道聯盟
2010年12月28日東南亞越武道聯盟SEAVF成立大會於，柬埔寨舉行。

### 歐洲越武道聯盟
2010年10月16日在法國巴黎的空手道與相關學科總部，歐洲十三位會員國委員與世界越武道主席阮文昭經過八小時的會務，決定成立歐洲越武道聯盟『EVVF - European Vovinam Viet Vo Dao Federation』。

### 非洲越武道聯盟
2012年1月11日於阿爾及利亞成立非洲越武道聯盟『AFVF Federation Africaine de Vovinam』。

### 東亞越武道聯盟
2017年12月17日於台灣台南市永康區於第二屆東亞越武道錦標賽開幕式中，正式由台、港、日三方代表聯合簽署，由台灣、香港、日本、澳門越武道協會共同組織成立『East Asian Vovinam Federation』，縮寫為E.A.V.F.

### 南亞越武道聯盟
南亞越武道聯盟SAVVF South Asian Vovinam Federation。
第一屆南亞越武道錦標賽在2018年7月19日至22日，於孟加拉 首都達卡 舉行。

## 道服

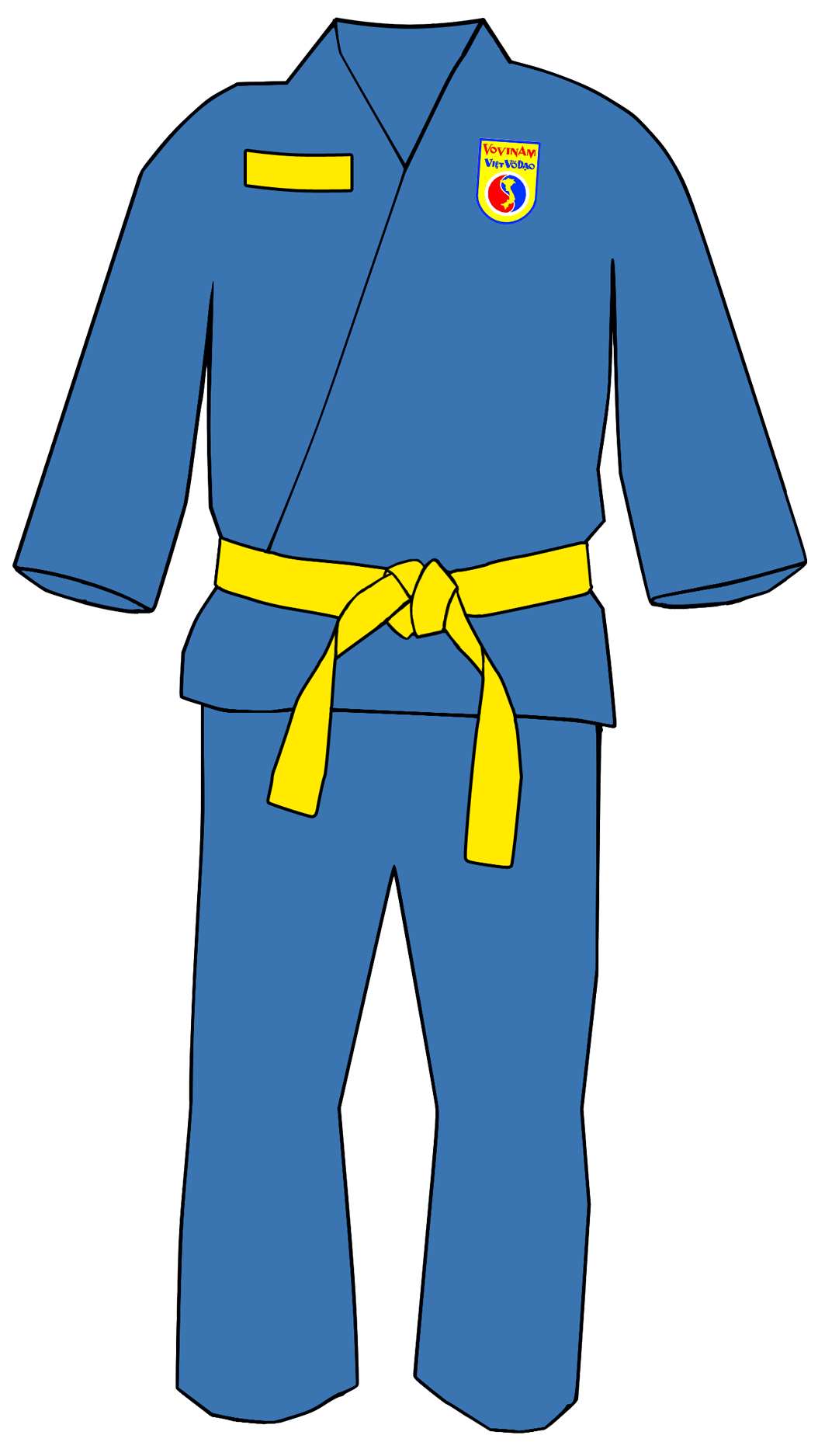
越武道官方的藍色道服被稱為"Võ phục"(武服)

1.從1938年至1964年學習者並無統一的正式的服裝，大部分的練習者會著黑背心、黑長褲練習。在1964年第一屆理事會齊聚一堂編製了越武道統一的服飾，並通過藍色為正式越武道服的顏色。
2.另一個獨立發展的越南武術聯合會，越南武術聯盟於1973年制定黑色為越武道服的顏色直到1990年。
3.1990年的越武道夏季理事會，又再度會商，同意創建一個越南以外的越武道國際組織(IVVDA)，並決定以藍色為世界越武道的統一服飾顏色。

## 越武道十信條
作為一位越武道弟子，我應該：
1。全力提升武藝技能，以服務人類。
2。踏踏實實地增進我的武德，並且培養出年輕一輩的越武道武者。
3。與他人生活和諧，尊重長輩，體恤所有弟兄。
4。完全的服從規則和法規，堅持維護一個武道家榮譽。
5。尊重學習其他武術的人，並且武力只能使用於自我防衛、捍衛正義。
6。盡心盡力提升武藝，豐富個人和倫理的價值。
7。過著誠實，謙虛，高尚的生活。
8。發展一個堅定的意志去克服生活中的一切障礙。
9。培養健全的判斷力和體能，並有智慧的待人處事。
10。必須自信，能自我控制，仁慈；務必不斷檢討自己，精益求精。

## 越武道培訓計畫

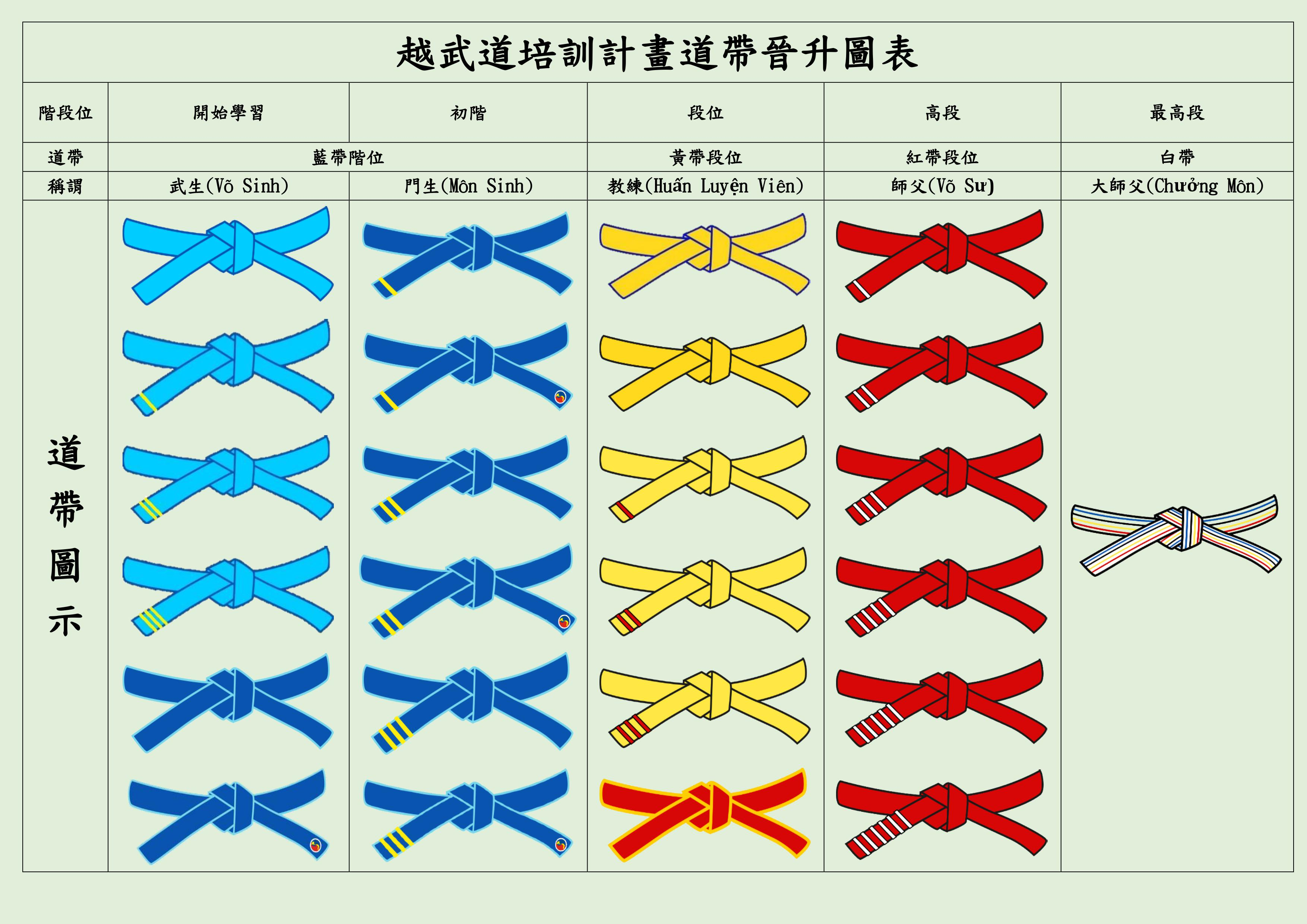

越武道創立藍、黃、紅、白帶段位制，嚴謹的區格各個學習階段，做為能力職責與貢獻、尊敬的象徵。
各國晉升制度因文化不同所以略有差異，但大致相同。

### 第一階段：水藍帶 階位
初學者，剛認識越武道者。目標在學習如何自我保護、提升體適能及身體能力，了解基本武術知識及禮儀。課程著重在灌輸正確的武道態度，對防身與武術的基本認知啟發。在每個月，全球有千萬人投入越武道的學習，掛上水藍帶階位。

### 第二階段；藍帶 階位
開始學習越武道，藍帶一階以上視為正式入門的越武道弟子。廣泛學習各種越武道技術及知識，了解越武道理論及歷史，提升自我身體能力及素質。大多藍帶二階學員能夠處理應對身形、年齡相近的沒有武術基礎之對手攻擊，並且反制。達到全身而退的防身效果。此階段為習武最艱辛的過程，需要更大的體能，與學習較難的技術。培養學員心性的最佳時刻，只要熬過藍帶各階的洗禮，就可以成為正式的越武道教練。

### 第三階段：黃帶 段位
教練或選手，落實越武道技術表演，並能夠教學與傳承。徹底掌握所有越武道基本技巧，擁有良好的身體素質與武術表演、格鬥技巧。能夠解釋說明各項武術技巧，具有領導及帶領初學越武道弟子的能力。

### 第四階段：紅帶 段位
師父，肩負起區域發展的重任。到達紅帶以上，考核內容不再只有技術與學科，不同於其他武術，在紅帶的考核還包括對越武道有實際推廣作為及研究革新，提出貢獻成果報告作為晉升依據。

### 白帶
緬懷創始人大師

## 國際競賽
- 亞洲室內運動會
- 亞洲沙灘運動會
- 東南亞運動會
- 世界越武道錦標賽
- 亞洲越武道錦標賽
- 歐洲越武道錦標賽
- 非洲越武道錦標賽
- 東南亞越武道錦標賽
- 東亞越武道錦標賽
- 南亞越武道錦標賽

## 台灣越武道之推動

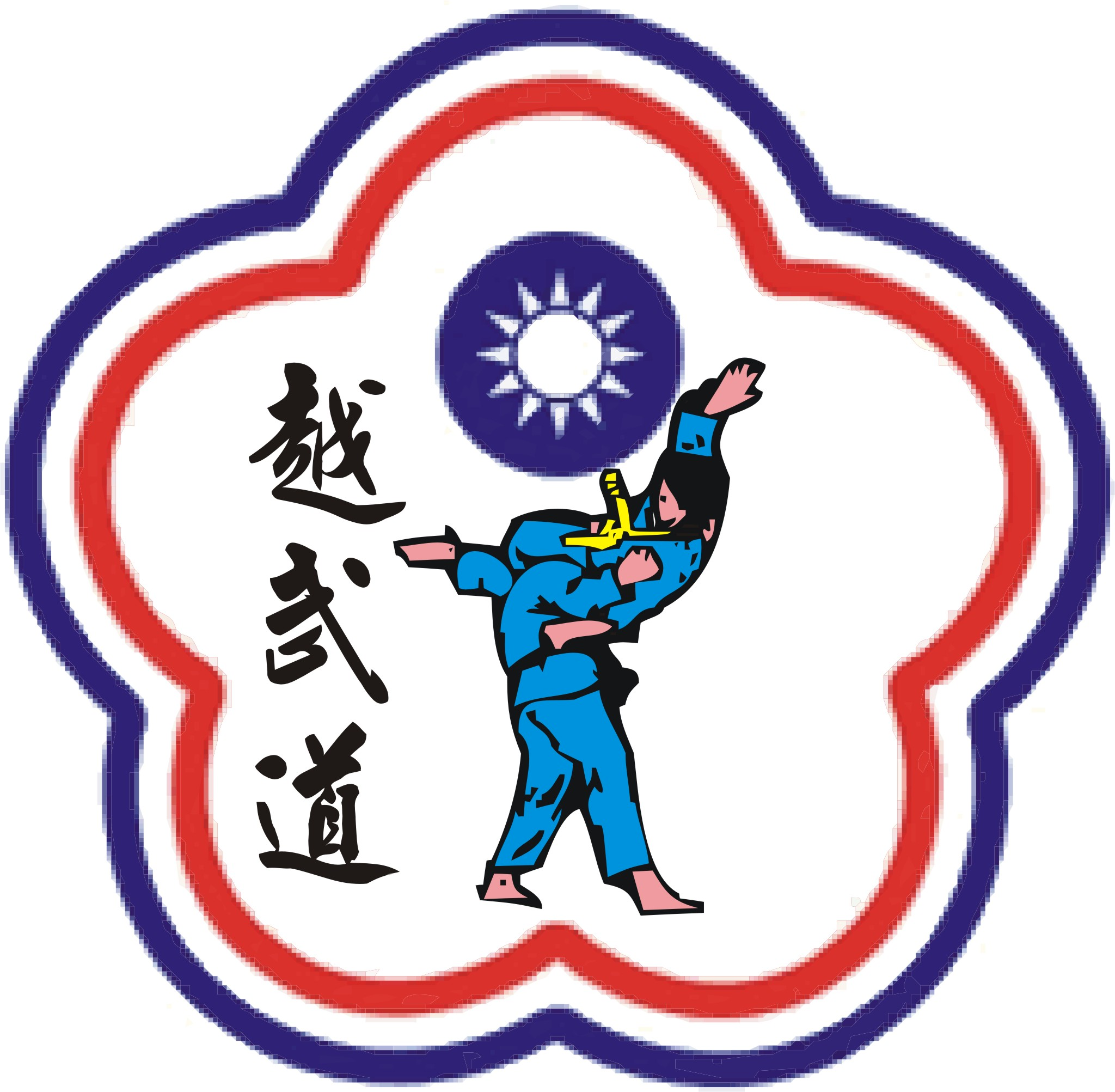
台灣越武道協會會徽

台灣台南為台灣第一個發展越武道之地區，由彭蜀鈞於2013年7月7日成立台灣越武道協會，是在台灣世界越武道聯盟唯一官方窗口。國際正式英文名稱為「VOVINAM TAIWAN ASSOCIATION」。
該會於2016年亞洲沙灘運動會代表中華台北出賽三個越武道項目男子單人拳法、女子單人拳法、女子防身術，並於男子個人五門拳奪下銅牌。也是中華隊第一次在這個項目出賽，並且奪牌。

## 香港越武道發展
香港為其中一個發展越武道之地區，由黃俊諾先生引進香港，並於2017年正式註冊成立香港越武道協會是在世界越武道聯盟唯一官方指定的註冊團體組織。國際正式英文名稱為「VOVINAM HONG KONG ASSOCIATION」。同時也是東亞越武道聯盟 （页面存档备份，存于）成員地區之一。
該會於2017年東亞錦標賽代表香港出賽三個越武道項目男子單人拳法、男子開拳、入門拳及防身術。也是香港代表隊第一次在這個項目出賽。

## 著名人物
阮祿：越武道創人
黎光：越武道全球化的推手
阮文昭：世界越武道聯盟技術總監
阮平定：阮文昭兒子，東南亞越武道聯盟秘書長
彭蜀鈞：台灣越武道、東亞越武道聯盟創始人
富豪富豪夢路：日本越武道創始人
黃俊諾：香港越武道會長及創始人 (香港代表)

## 其他越南武術
- 觀氣道
- 越太極
- 蛟龍武道
- 昇龍武道
- 北越武
- 越南傳統武藝VÕ CỔ TRUYỀN VIỆT NAM
- 春天道MÙA XUÂN ĐẠO
- 寒武道
- 南黃道NAM HUỲNH ĐẠO
- 越道拳
- 武道拳
- 南洪桑
- 尼南
- 范家武術
- 沙龍崗
- Bạch Hổ võ phái
- Bạch Long Chiến Đạo
- Lam Sơn căn bản
- Tân Khánh Bà Trà
- 洪拳
- 詠春拳
- 少林拳
- 南少林
- 平定拳
- 佛家拳
- 太極拳
- 水法